# Projekt GNU
Projekt GNU je projekt zaměřený na svobodný software, inspirovaný operačními systémy unixového typu. Původní cíl byl vyvinout operační systém se svobodnou licencí, který však neobsahuje žádný kód původního UNIXu. Jeho jméno je rekurzivní zkratka pro GNU's Not Unix (česky GNU Není Unix).
Projekt GNU založil v roce 1983 programátor Richard Stallman, vlastní softwarový vývoj začal o rok později. Cílem projektu bylo vytvořit kompletní svobodný operační systém. To se podařilo naplnit v roce 1992, kdy byla poslední chybějící součást, jádro (kernel), doplněna nezávisle vytvořeným svobodným jádrem Linux. Ačkoliv se takovému systému často říká Linux, přesnější pojmenování je GNU/Linux. Operační systém GNU totiž může používat i jiná jádra, např. jádro Hurd (systém se pak nazývá GNU/Hurd) vyvíjené v rámci projektu GNU nebo jádro Solaris vyvinuté společností Sun Microsystems (Nexenta) a další.
Dnes řídí chod GNU Projektu Free Software Foundation.
Organizace GNU je autorem licencí GPL a GFDL, které mohou používat i jiní autoři softwaru a dokumentace. Například Wikipedie používala právě licenci GFDL (než přešla na licenci CC-BY-SA).
Další z licencí GNU je LGPL, původně chápaná jako knihovní licence, která umožňuje využití i v softwaru, který není svobodný. Dnes GNU používání této licence obecně nedoporučuje (… prosíme, uvažte, zda licenci LGPL nenahradit GPL).
Slovo „gnu“ v angličtině znamená též „pakůň“, proto byl pakůň vybrán maskotem projektu GNU.

## Počátky
Když GNU projekt odstartoval, existoval pouze textový editor Emacs s funkcionálním programovacím jazykem Lisp pro psaní příkazů editoru, debugger, yaac kompatibilní generátor syntaktických analyzátorů a linker (sestavovací program). Aby se GNU systém mohl stát svobodným softwarem, bylo potřeba vyvinout vlastní překladač jazyka C a další nástroje. V červnu 1987 se nashromáždily jednotlivé části projektu a byl vyvinut svobodný software pro assembler, téměř byl dokončen překladač pro jazyk C (GCC), textový editor (GNU Emacs) a různé unixové nástroje (jako ls, grep, awk, make a ld). V počátečním stavu se nacházelo také jádro operačního systému, které potřebovalo další úpravy.
Protože jádro se (dodnes) nepodařilo dovést do stavu vhodného k ostrému nasazení (experimentálním systémem od GNU je GNU Hurd), byly GNU nástroje použity společně s jádrem Linux (vzniklo v roce 1991) a rozšířily se první distribuce Linuxu. Od té doby bylo možné využívat GNU k vývoji programů. Hlavním cílem bylo vytvořit množství aplikací a nástrojů, které se běžně používaly na ostatních unixových systémech. V GNU prostředí bylo možné spouštět unixové programy, ale projekt se s tím neztotožňoval.

## GNU Manifest
GNU Manifest byl sepsán Richardem Stallmanem k získání podpory a účasti ostatních na GNU Projektu. V GNU Manifestu Stallman uvedl čtyři body svobodného vývoje počítačového softwaru: svobodu běhu programu pro všechny účely, svobodu studovat zdrojové kódy programu a upravovat je, svobodu redistribuce kopií a svobodu vylepšovat a měnit upravené verze pro veřejné použití. Pro naplnění těchto bodů potřebuje uživatel plný přístup ke zdrojovým kódům. K zajištění, aby kód zůstal svobodný a poskytovaný veřejnosti Stallman vytvořil GNU General Public License (GPL), která určuje, že software a všechny jeho budoucí verze, které od něj budou odvozeny, zůstanou zdarma pro veřejné použití.

## Filozofie a aktivita
Ačkoliv je většina GNU projektů čistě technického ražení, filozofie byla přenesena jako sociální, etická a politická iniciativa. Stejně jako vytváření softwaru a licencí, GNU projekt publikoval řadu spisů, jejichž autorem byl Richard Stallman.

## Účast na projektu
Na webových stránkách GNU je seznam všech projektů, u každého je uvedeno jaký typ vývojáře je schopný provádět potřebné úkoly dané části GNU projektu. Úroveň znalostí se liší projekt od projektu, ale kdokoliv, kdo má znalosti z programování, je vyzýván k účasti na projektu.

## Svobodný software
GNU projekt využívá software, který mohou uživatelé volně kopírovat, upravovat a distribuovat. Je volný v tom smyslu, že uživatel může měnit program k jeho individuálním potřebám. Způsob, jak programátoři získávají svobodný software, záleží na tom, z jakého zdroje jej vezmou. Software může být programátorům poskytován od přátel přes internet, nebo jej může zakoupit firma, kde programátor pracuje.

## Financování
Projekt je financován výnosy z podpory GNU projektů.

## Copyleft
Copyleft pomáhá udržovat volné použití přes více programátorů. Copyleft všem dává právo k používání, změně a redistribuci programů, nebo jejich zdrojových kódů dokud se distribuční podmínky nezmění. Výsledkem je, že každý uživatel, který legálně získá daný program, má stejnou svobodu, jako ostatní uživatelé, kteří program používají.
GNU projekt a Free Software Foundation (FSF) občas odlišují mezi silným a slabým copyleftem. Slabý copyleft povoluje použití svobodných programů do programů, které samy nejsou svobodné, zatímco silný copyleft toto použití striktně zakazuje. Většina GNU Projektů je distribuována pod silnou copyleft licencí, ačkoliv některé jsou vydávány pod slabou copyleft licencí, nebo dovolují free software licenci.